# Temple de Ptah (Pi-Ramsès)
Pour les articles homonymes, voir Temple de Ptah.
Le temple de Ptah de Pi-Ramsès est l'un des quatre grands sanctuaires que Ramsès II a fait édifier au cœur de sa nouvelle capitale du delta du Nil.
Si sur le site de Qantir qui abrite les vestiges de cette cité il ne reste rien de tangible du monument consacré au dieu de Memphis, son existence est attestée par les sources égyptiennes qui décrivent la ville et ses cultes.
Comme tous les édifices de Pi-Ramsès, le temple de Ptah a été démantelé et ses matériaux ont servi à la construction d'autres villes royales de la Troisième Période intermédiaire.
On a retrouvé à Tanis des reliefs provenant d'un édifice cultuel dédié à cette divinité sans qu'il soit possible d'affirmer si le monument auxquels ils appartenaient avait été édifié à Tanis ou bien s'ils représentent les vestiges du temple de Pi-Ramsès réemployés ultérieurement dans les constructions tanite.